# Sam Allardyce
Samuel Allardyce (* 19. října 1954, Dudley) je anglický trenér a bývalý fotbalista, který naposledy trénoval Leeds United.
Začal hrát za Bolton Wanderers. V roce 1980 přestoupil do Sunderlandu. Poté hrál např. v Preston North End, West Bromwich Albion nebo Limericku. Kariéru ukončil v North Endu.
Trénoval West Ham, Crystal Palace, Newcastle United, West Bromwich Albion, Blackpool FC nebo Limerick.